# 克鲁斯马沙杜
克鲁斯马沙杜（葡萄牙語：Cruz Machado）是巴西巴拉那州的一个市镇。总面积1477.372平方公里，总人口19011人，人口密度12.9人/平方公里。